# Клей поліуретан
Поліуретановий клей (Десмокол) — один з популярних засобів для з'єднання елементів взуття та інших виробів з синтетики, шкіри та інших матеріалів. Він складається з розчину каучуку і затверджувача. 
Використовується для приклеювання поліуретанових, гумових і шкіряних підошов до верхньої частини взуття з натуральної шкіри, а також з текстильних і синтетичних матеріалів. Володіє високою міцністю, оскільки твердне відразу ж після нанесення. Добре справляється з пористими матеріалами.